# Johnny Tsunami
Johnny Tsunami (titulada Contra corriente en España) es una Película Original de Disney Channel transmitida por primera vez en Estados Unidos el 24 de julio de 1999, por Disney Channel. Estuvo nominada en el año 2000 al Premio Humanitas en la Categoría de Acción en vivo infantil. Es la predecesora de Johnny Kapahala: Back on Board, estrenada en 2007.

## Argumento
Johnny Kapahaala, un niño que vive en Hawái, es un surfista que tiene buenos amigos y una familia feliz, incluidos los padres Pete y Melanie, y su abuelo paterno, la famosa leyenda del surf Johnny Bartholomew Tsunami. Cuando Pete recibe un cambio de trabajo repentino, la familia se ve obligada a mudarse a Vermont , mientras Tsunami se queda en Hawái.
En la nueva ciudad de Kapahaala, hay dos escuelas: una escuela privada donde los estudiantes son esquiadores conocidos como Skies; y la escuela pública donde los estudiantes son practicantes de snowboard conocidos como Urchins. Johnny va a la escuela de esquiadores, pero preferiría hacer snowboard porque cree que es más como surfear. Después de algunas dificultades, Johnny finalmente aprende a hacer snowboard con la ayuda de un nuevo amigo llamado Sam Sterling.
En su nueva escuela, Johnny se hace amigo de una chica llamada Emily, que es la hija del director Pritchard. Sin embargo, a un esquiador llamado Brett también le gusta Emily y cree que Johnny no es adecuado para ella. Los Erizos cabalgan por la ladera de la montaña que pertenece a los esquiadores y se enfrentan a los Cielos. Más tarde, Emily casi se cae de la montaña mientras aprende a hacer snowboard con Johnny y sus nuevos amigos.
Se produce una pelea entre Johnny y Brett con respecto al incidente, pero se dispersa inmediatamente cuando llega un guardabosques de nieve. Después de una reunión con sus padres y el director sobre la pelea con Brett, Sam le dice a Johnny que se mudará a Islandia, según las órdenes de su padre, ya que es sargento primero en el Cuerpo de Marines de EE. UU. Y mudarse también significa un ascenso a sargento mayor. . Pete le dice a Johnny que lo mejor sería que Sam se mudara, ya que quiere que Johnny se adapte a sus compañeros en la escuela privada. Se produce una pelea entre Johnny y Pete. Johnny desea que su abuelo estuviera allí porque lo entiende mejor que Pete; sin embargo, Pete siente que Johnny Tsunami, un fanático del surf, es una mala influencia para su hijo. Johnny y Sam huyen de casa y vuelan a Hawái en un avión de carga para quedarse con Tsunami. A través del teléfono,Pete exige que los niños sean enviados a casa de inmediato, pero Tsunami se niega hasta que estén dispuestos a regresar. Melanie le cuenta a Pete sus sentimientos acerca de que él castiga innecesariamente a Johnny y le dice que debe dejar de prohibirle a Johnny a sus amigos y dejarlo hacer snowboard. Pete intenta sin éxito defender sus acciones con Melanie, quien revela que ella desea que él pueda ser el marido tolerante que una vez amó, antes de que él se convierta en lo que es.antes de convertirse en lo que es.antes de convertirse en lo que es.
Johnny y Sam disfrutan del surf y del clima cálido de Hawái, pero deciden regresar a Vermont junto con Tsunami. Pete se sorprende al ver a su padre en Vermont, y los dos tienen una charla de corazón a corazón sobre el castigo de Pete al prohibir a su hijo hacer snowboard con sus amigos. Pete admite que fue demasiado lejos al castigar a Johnny. Tsunami anima a Pete a ser fácil con Johnny y dejar que cometa sus propios errores para que pueda aprender de ellos. Tsunami le dice a Pete que cuanto más intente castigar a Johnny, más resentido estará con su padre en el futuro. Al día siguiente, Johnny se sorprende al saber que Tsunami tiene una gran habilidad para hacer snowboard, y deciden montar en el lado de la montaña para los esquiadores, donde están las mejores atracciones.
Brett y su pandilla se encuentran con Johnny y Tsunami, y deciden tener un desafío de una carrera entre Brett y Johnny Kapahaala. Si Johnny gana la carrera, los esquiadores deben compartir la montaña con los practicantes de snowboard. Si Brett gana, se le concede la Medalla Tsunami, un premio que se otorga al mejor surfista de Hawái. Pete anima a Johnny a ganar la carrera para mantener la medalla en la familia. Gana la carrera, a pesar de los intentos de engaño de Brett, lo que le permite a él y a Emily comenzar una relación. Los amigos de Brett felicitan a Johnny y se inspiran para aprender a hacer snowboard con los Urchins.
Los padres de Johnny organizan una fiesta de celebración. Los hermanos Randy y Ronnie, dueños de los lados opuestos de la montaña, revelan su historia como si fueran los originales Sky y Urchin. Sus padres se divorciaron hace mucho tiempo y no pudieron ponerse de acuerdo sobre lo que debería suceder cuando heredaron la montaña después de que su padre muriera 10 años antes. La montaña estaba dividida entre los dos, y los cielos tenían los mejores paseos. Randy y Ronnie deciden reunir la montaña y abrir una nueva tienda que permite a todos acceder a las mejores pistas. Los hermanos agradecen a Johnny por ayudarlos a ver el error de sus caminos.

## Reparto
- Cary-Hiroyuki Tagawa - Johnny Tsunami
- Brandon Baker - Johnny Kapahala
- Mary Page Keller - Melanie
- Yuji Okumoto - Pete
- Lee Thompson Young - Sam Sterling
- Cylk Cozart - Sarrgento Sterling
- Kirsten Storms - Emily
- Zachary Bostrom - Brett
- Gregory Itzin - Director Pritchard
- Taylor Moore - Jake
- Anthony DiFranco - Eddie
- Steve Van Wormer - Randy
- Noah Bastian - Aaron
- Gabriel Luque - Matt
- Patrick Hoversten - Patrullero del Brighton Ski
- Anne Sward - Señorita Arthur
- Kevin Clifford - Keith, el policía del centro comercial
- Robert B. - snowboarder

## Canciones
- The Way (canción de Fastball) - Fastball
- Fire Escape - Fastball
- Rolled - Jeffries Fan Club
- Crystal 52 - Jeffries Fan Club
- Life Jacket - Simon Says